# Carlos (James Bond)
Carlos é uma personagem do filme 007 Quantum of Solace, vigésimo-segundo filme da franquia cinematográfica de James Bond, criado por Ian Fleming.

## Características
Carlos é um coronel e comandante da polícia boliviana. Anteriormente um contato leal de René Mathis na América do Sul, tornou-se corrupto e ganancioso. Apesar de ser tratado por Mathis como um velho amigo, Carlos o trai e o mata.

## Filme
Após a chegada de Bond, Mathis e da agente Fields ao hotel na capital boliviana, Mathis encontra-se com Carlos para um drink. Mais tarde, na festa do vilão Dominic Greene, ele é apresentado a Bond e sai novamente com Mathis para novas discussões. Mathis é  então traído por Carlos que manda matá-lo e deixarem seu corpo no porta-malas do carro de Bond.
Ele é visto novamente no final do filme quando encontra-se na reunião no Hotel Perla de las Dunas, no deserto, com Greene e o general Medrano. Ele deixa a reunião após receber dinheiro de suborno de Greene e encaminha-se a seu caminhão para deixar o deserto, mas quando começa a sair Bond aparece do nada, pula sobre o capô do veículo e mata Carlos a tiros. O caminhão perde o controle e bate de costas em alguns tanques de hidrogênio existentes no lugar, que explodem e começam uma grande reação em cadeia. 